# تلاعب كهربي
التلاعب الكهربائي يشير إلي التلاعب ( معالجة ) المواد باستخدام المجالات الكهربية. في تقنيات النانو و المواد النانوية وهي المواد الصغيرة جداً يكون من الصعب التلاعب بها ( معالجتها ) ميكانيكياً.
وبالتالي يتم تعرضها للمجالات الكهربائية لتحريك جزئياتها أو إعادة تشكليها.